# Saint-Gervais (Val-d'Oise)
Saint-Gervais és un municipi francès, situat al departament de Val-d'Oise i a la regió d'Illa de França. L'any 2007 tenia 956 habitants.
Forma part del cantó de Vauréal, del districte de Pontoise i de la Comunitat de comunes Vexin-Val de Seine.

## Demografia

### Població
El 2007 la població de fet de Saint-Gervais era de 956 persones. Hi havia 338 famílies, de les quals 64 eren unipersonals (40 homes vivint sols i 24 dones vivint soles), 99 parelles sense fills, 151 parelles amb fills i 24 famílies monoparentals amb fills.
La població ha evolucionat segons el següent gràfic:
Habitants censats

### Habitatges
El 2007 hi havia 382 habitatges, 340 eren l'habitatge principal de la família, 24 eren segones residències i 19 estaven desocupats. 377 eren cases i 4 eren apartaments. Dels 340 habitatges principals, 301 estaven ocupats pels seus propietaris, 34 estaven llogats i ocupats pels llogaters i 5 estaven cedits a títol gratuït; 1 tenia una cambra, 10 en tenien dues, 49 en tenien tres, 82 en tenien quatre i 198 en tenien cinc o més. 257 habitatges disposaven pel capbaix d'una plaça de pàrquing. A 131 habitatges hi havia un automòbil i a 196 n'hi havia dos o més.

### Piràmide de població
La piràmide de població per edats i sexe el 2009 era:
| Homes | Edats   | Dones |
| ----- | ------- | ----- |
| 0     | 95 o +  | 0     |
| 4     | 90 a 94 | 8     |
| 0     | 85 a 89 | 16    |
| 0     | 80 a 84 | 4     |
| 12    | 75 a 79 | 8     |
| 16    | 70 a 74 | 8     |
| 16    | 65 a 69 | 24    |
| 20    | 60 a 64 | 32    |
| 32    | 55 a 59 | 16    |
| 40    | 50 a 54 | 32    |
| 36    | 45 a 49 | 36    |
| 36    | 40 a 44 | 48    |
| 24    | 35 a 39 | 12    |
| 24    | 30 a 34 | 56    |
| 28    | 25 a 29 | 16    |
| 36    | 20 a 24 | 4     |
| 40    | 15 a 19 | 28    |
| 52    | 10 a 14 | 24    |
| 36    | 5 a 9   | 40    |
| 12    | 0 a 4   | 40    |

## Economia
El 2007 la població en edat de treballar era de 635 persones, 450 eren actives i 185 eren inactives. De les 450 persones actives 415 estaven ocupades (220 homes i 195 dones) i 35 estaven aturades (20 homes i 15 dones). De les 185 persones inactives 69 estaven jubilades, 83 estaven estudiant i 33 estaven classificades com a «altres inactius».

### Ingressos
El 2009 a Saint-Gervais hi havia 348 unitats fiscals que integraven 989 persones, la mediana anual d'ingressos fiscals per persona era de 24.991,5 €.

### Activitats econòmiques
Dels 39 establiments que hi havia el 2007, 1 era d'una empresa de fabricació d'altres productes industrials, 16 d'empreses de construcció, 11 d'empreses de comerç i reparació d'automòbils, 2 d'empreses de transport, 1 d'una empresa d'hostatgeria i restauració, 3 d'empreses d'informació i comunicació, 2 d'empreses immobiliàries, 1 d'una empresa de serveis, 1 d'una entitat de l'administració pública i 1 d'una empresa classificada com a «altres activitats de serveis».
Dels 14 establiments de servei als particulars que hi havia el 2009, 1 era un paleta, 2 guixaires pintors, 1 fusteria, 4 lampisteries, 2 electricistes, 2 empreses de construcció, 1 restaurant i 1 agència immobiliària.
L'any 2000 a Saint-Gervais hi havia 15 explotacions agrícoles que ocupaven un total de 1.360 hectàrees.

## Equipaments sanitaris i escolars
El 2009 hi havia una escola elemental.

## Poblacions més properes
El següent diagrama mostra les poblacions més properes.